# Catedral de San Mateo (Osorno)
La Catedral de San Mateo de Osorno es el principal templo católico de la ciudad de Osorno, ubicada en la Región de Los Lagos, Chile. Ubicada en plena Plaza de Armas, destaca por su ícono arquitectónico y espiritual de la ciudad. Su diseño, de marcado estilo neogótico ojival, se caracteriza por sus tres naves interiores separadas por arcos del mismo estilo, típicos de esta corriente arquitectónica.
La actual estructura fue diseñada por el arquitecto León Prieto Casanova, quien dio forma a un edificio imponente y cargado de simbolismo religioso. En su interior se conservan los restos de monseñor Francisco Valdés Subercaseaux, el primer obispo de Osorno, cuya figura es ampliamente venerada por la comunidad local. Además de su valor religioso, la catedral representa un importante patrimonio cultural e histórico para la ciudad y la región.

## Historia
La catedral es un símbolo muy importante de la arquitectura y religión de Osorno. La primera iglesia, que fue dedicada al apóstol San Mateo, fue levantada en el año 1577 junto con la Plaza de Armas. Consiguientemente, fue reemplazada por otros cuatro templos, los cuales sufrieron, sucesivamente, terremotos e incendios. Además, enfrentaron otros conflictos, hasta que en 1960 ocurrió el devastador terremoto que demolió el edificio existente. Como señala la diócesis de Osorno (2023), “la catedral fue reconstruida luego del devastador terremoto de 1960 e iniciando su reconstrucción en el 1° de Mayo de 1962”, lo que refleja la tenacidad de la comunidad local para mantener en pie este símbolo. En consecuencia, todas las catástrofes sufridas reflejaron todo lo que enfrentó la comunidad de la ciudad de Osorno para poder mantener en pie la catedral.
El primer obispo de Osorno, el Siervo de Dios Francisco Valdés Subercaseaux, fue quien dio la bendición, poniendo la primera piedra y se inauguró oficialmente en 1977. De este modo, se inició la etapa contemporánea de la catedral. El encargado de su diseño fue el destacado arquitecto nacional León Prieto Casanova, conformando la catedral actual. Esta fue consagrada el 24 de noviembre de 1977, y en 1982 se culminó la torre de 45 metros. En los años siguientes, se integraron mosaicos y vitrales, que son obra del artista Juan Francisco Echeñique y de la Fundación de Monseñor Valdés. Como resultado, la catedral obtuvo más adelante un reconocimiento por su aporte al paisaje urbano: recibió el premio Obra Bicentenario 1960‑2008, asentándose como un hito patrimonial de Osorno.
Incluso antes de que sucediera la construcción de la actual catedral, ocurrieron bastantes acontecimientos. Durante la época colonial, la zona de Osorno fue campo de conflicto entre los españoles y las comunidades mapuches-huilliches; por lo tanto, esto provocó una demora en el establecimiento de instituciones religiosas. En 1602, la ciudad de Osorno sufrió, a causa del levantamiento indígena, su destrucción. Con el transcurso del tiempo, fue repoblada en 1796, cuando los hispanos reaparecieron en la zona. A partir de ese momento, esto reactivó la vida urbana y religiosa. Según Encina (1940), “la fundación de Osorno marcó el inicio de una intensa labor evangelizadora en el sur de Chile”, proceso que se vio interrumpido por la resistencia indígena, pero que retomó fuerza tras la repoblación.
A partir de eso, en el siglo XIX, tras la independencia de Chile, la Iglesia Católica fue consolidada como una institución clave en la religión. Como señala Vial Correa (1981), “la iglesia parroquial de San Mateo fue durante siglos el eje espiritual y social de la ciudad de Osorno”.
En particular, la llegada de congregaciones como los misioneros alemanes a mediados del siglo XIX permitió la fundación de una primera iglesia en el centro de Osorno, la cual se convirtió en el antecedente directo de la futura catedral. Con el paso del tiempo, la religión fue adquiriendo gran importancia en la zona, lo que motivó a las autoridades eclesiásticas a impulsar la construcción de un templo de mayor relevancia. Esta decisión dio origen a la catedral San Mateo, cuya edificación se llevó a cabo en el siglo XX, luego del incendio que destruyó el templo anterior en 1960.

## Arquitectura
La parroquia San Mateo Apóstol de Osorno destaca por su original belleza y por su estilo neogótico ojival, característico por sus tres naves separadas por arcos apuntados que reflejan influencias europeas, principalmente francesas. La torre principal alcanza los 45 metros de altura, siendo visible desde varios puntos de la ciudad, lo que refuerza su presencia como un símbolo urbano. La estructura se caracteriza por el uso predominante de materiales como el ladrillo y el hormigón armado, complementados con acabados en madera, especialmente en sus pisos y en el cielo abovedado con vigas a la vista, diseño del arquitecto León Prieto Casanova.
En el interior, la iglesia cuenta con vitrales que no solo cumplen una función decorativa, sino que narran la historia de la salvación a través de un lenguaje visual contemporáneo, integrando arte y espiritualidad. La parroquia dispone de retablos elaborados con detalles ornamentales propios del neogótico, estaciones del Vía Crucis distribuidas a lo largo de las paredes, y diversas imágenes procesionales y esculturas que representan figuras religiosas fundamentales para la comunidad. Para las celebraciones litúrgicas, el templo está equipado con un órgano tradicional que complementa el sistema musical litúrgico.
La distribución interna responde a la estructura de tres naves, facilitando la capacidad para aproximadamente 1,000 fieles. El altar principal se encuentra orientado hacia el este, siguiendo la tradición eclesiástica de orientar los templos en dirección al amanecer, simbolizando la luz y la resurrección.

## Obispos
Nombrada La diócesis de Osorno fue establecida el 15 de noviembre de 1577 a manos del Papa Pío XII mediante la bula Christianorum qui in Dioecesibus. Asimismo, el primer obispo nombrado fue Francisco Valdés Subercaseaux, quien lideró desde el 18 de octubre del año 1956 hasta su fallecimiento el 4 de enero de 1982. Según la Conferencia Episcopal de Chile (2020), “Francisco Valdés Subercaseaux fue un pastor cercano al pueblo y entregado a los más necesitados”, lo que marcó profundamente el inicio de la vida diocesana en Osorno. A raíz de su muerte, el padre Remo Pistrín Bertuzzi asumió temporalmente como Vicario Capitular. Acto seguido, el 8 de noviembre de 1982 se nombró a Monseñor Miguel Caviedes Medina como sucesor quien fue trasladado a la diócesis de Los Ángeles el 19 de febrero de 1994. Tras el traslado de Monseñor Caviedes, el padre Roberto Koll Bücken asumió como Administrador Diocesano hasta la designación del nuevo obispo. De este modo el 25 de noviembre de 1994 tomó posesión de la sede episcopal Monseñor Alejandro Goic Karmelic, quien sirvió en la diócesis hasta el año 2003, cuando fue nombrado obispo Coadjutor de Rancagua. El 19 de junio de 2004 asumió como obispo de Osorno Monseñor René Rebolledo Salinas, designado por el Papa Juan Pablo II. Su labor pastoral en la diócesis se extendió hasta el 14 de diciembre de 2013, fecha en que el Papa Francisco lo nombró arzobispo de La Serena.
Posteriormente, el 10 de enero de 2015, Monseñor Juan Barros Madrid fue nombrado obispo de Osorno, tomando posesión del cargo el 21 de marzo del mismo año. Su mandato concluyó el 11 de junio de 2018, cuando el Papa Francisco aceptó su renuncia. Ese mismo mes fue nombrado Administrador Apostólico el Obispo Jorge Concha Cayuqueo, quien asumió oficialmente el 17 de junio. El 5 de febrero de 2020, el Papa Francisco nombró a Monseñor Jorge Concha como Obispo Titular de Osorno. Ejerció el cargo hasta el 4 de marzo de 2023, cuando fue trasladado a la diócesis de Temuco, asumiendo allí el 29 de abril del mismo año. Desde entonces, la diócesis permaneció como sede vacante, siendo guiada provisionalmente por el Administrador Diocesano, padre Cristian Mauricio Cárdenas Aguilar, elegido por el Colegio de Consultores el 30 de abril de 2023. Finalmente, el 8 de septiembre de 2023, el Papa Francisco nombró nuevo Obispo de Osorno a Monseñor Carlos Alberto Godoy Labraña, quien asumió su misión pastoral el 11 de noviembre del mismo año en la Catedral San Mateo Apóstol. Como señala el Arzobispado de Puerto Montt (2021), “la diócesis ha sido guiada por obispos que han marcado la vida pastoral de Osorno desde 1955 hasta hoy”, reflejando así la continuidad y relevancia del liderazgo episcopal en la región.